# Niepokój (psychologia)
Niepokój – stan emocjonalny charakteryzujący się poczuciem braku bezpieczeństwa, nieokreślonego dyskomfortu. Utożsamiany często z lękiem, różni się jednak od niego brakiem zmian fizjologicznych (uczucie duszności, pocenie się, przyspieszony puls), które zawsze towarzyszą lękowi.